# Kevin Sweeney (Bischof)

Bischofswappen von Kevin J. Sweeney

Kevin James Sweeney (* 17. Januar 1970 in Elmhurst) ist ein US-amerikanischer Geistlicher und römisch-katholischer Bischof von Paterson.

## Leben
Kevin Sweeney besuchte die Cathedral Preparatory Seminary High School und das Cathedral Seminary in Douglaston. An der St. John’s University in Queens erwarb er einen Bachelor. Anschließend studierte Sweeney Philosophie und Katholische Theologie am Immaculate Conception Seminary in Huntington. Er empfing am 28. Juni 1997 in der St. James Cathedral durch den Bischof von Brooklyn, Thomas Vose Daily, das Sakrament der Priesterweihe.
Nach der Priesterweihe war Kevin Sweeney als Pfarrvikar der Pfarrei Saint Nicholas of Tolentine in Jamaica tätig. Zudem war er von 1999 bis 2001 Verantwortlicher für die irischen Gläubigen im Bistum Brooklyn. Von 2003 bis 2004 war Sweeney Pfarrvikar der Pfarrei Our Lady of Sorrows in Corona, bevor er Leiter des Büros für Berufungspastoral wurde. 2005 war er zusätzlich als Kaplan an der Bishop Loughlin Memorial High School in Brooklyn tätig. Sweeney wurde 2010 zunächst Pfarradministrator und dann Pfarrer der Pfarrei Saint Michael in Brooklyn. Von 2010 bis 2013 war er zudem Spiritual der Jovenes de Valor und von 2011 bis 2016 Mitglied des Priesterrats des Bistums Brooklyn. Ferner war Kevin Sweeney seit 2013 zusätzlich Dekan des Dekanats Brooklyn 8 und seit 2014 Vertreter des Büros für Berufungspastoral.
Am 15. April 2020 ernannte ihn Papst Franziskus zum Bischof von Paterson. Der Erzbischof von Newark, Joseph William Kardinal Tobin CSsR, spendete ihm am 1. Juli desselben Jahres in der Cathedral of Saint John the Baptist in Paterson die Bischofsweihe; Mitkonsekratoren waren der Bischof von Brooklyn, Nicholas Anthony DiMarzio, und der emeritierte Bischof von Paterson, Arthur Joseph Serratelli.